# Phố cổ Poznań
Khu phố cổ Poznań là khu phố trung tâm của thành phố Poznań ở phía tây Ba Lan, bao phủ khu vực từng là thành phố thời trung cổ của Poznan. Nó được gọi là Stare Miasto trong tiếng Ba Lan, mặc dù tên đó cũng có thể ám chỉ khu hành chính Stare Miasto rộng lớn hơn, kéo dài đến gần hết trung tâm thành phố và phía bắc của thành phố.
Phố cổ nằm ở trung tâm của Stary Rynek, Quảng trường Chợ Cũ nơi có Tòa thị chính Poznań (Ratusz) lịch sử. Nó đại diện cho vinh quang của Poznań từ khi được thành lập vào năm 1253. Một trong những tòa tháp của Tòa thị chính có mô hình hai con dê đực, húc đầu mỗi ngày vào buổi trưa. Ở cuối phía tây của Phố cổ là Đồi Przemysł (Góra Przemysła), nơi từng là lâu đài của nhà vua. Lâu đài Hoàng gia thời trung cổ ở Poznań đã được xây dựng lại từ năm 2011 đến 2016.
Các bức tường thành phố đã bị phá khi thành phố mở rộng vào đầu thế kỷ 19, nhưng bố cục đường phố của Phố cổ vẫn được bảo vệ tương đối nguyên vẹn so với trước đây, với một mạng lưới các con đường nhỏ hẹp. Những mảnh vỡ còn sót lại của các bức tường, một số đã được tái tạo lại, có thể được nhìn thấy trên phố Stawna, Ludgardy, bên cạnh Công viên Chopin ở phía nam Quảng trường Chợ Cũ và những khu vực đắc địa nhất nằm trên đường Masztalarska ở phía bắc.
Phố cổ Poznań được vinh danh là một trong những Di tích lịch sử quốc gia chính thức của Ba Lan (Pomnik historii) vào ngày 28 tháng 11 năm 2008, cùng với các công trình lịch sử khác của thành phố. Danh sách này được quản lý bởi Ủy ban Di sản Quốc gia Ba Lan.

## Quảng trường Chợ cũ

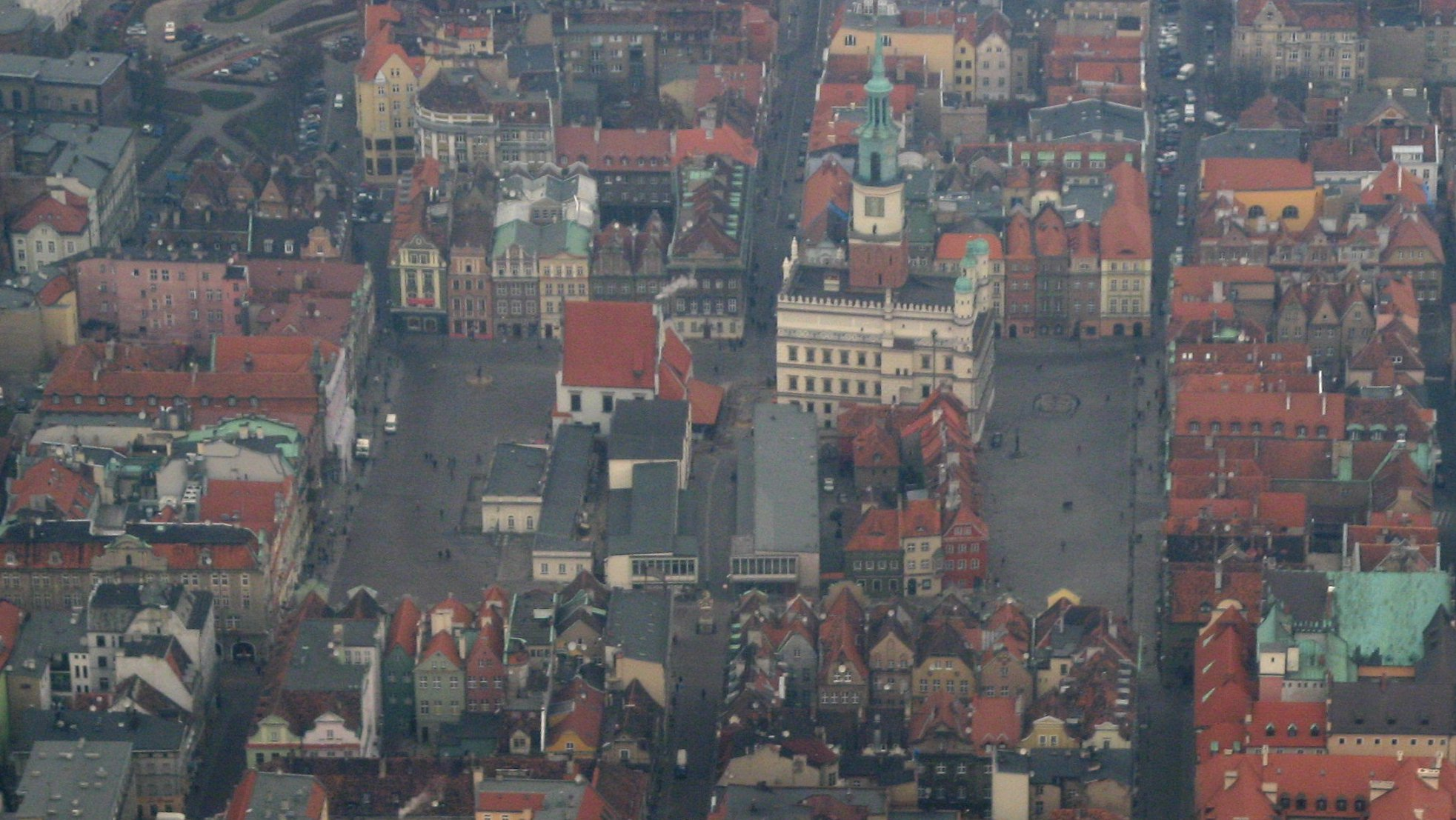
Khung cảnh quảng trường nhìn từ trên cao, từ phía nam

Khu định cư ban đầu của Poznań là trên đảo sông Ostrów Tumski, có niên đại sớm nhất là từ thế kỷ thứ 9. Tuy nhiên, vùng lân cận của khu phố cổ cùng với thành phố ở bờ trái của Warta, về phía tây của Ostrów Tumski, đã nhận được đặc quyền vào năm 1253.
Quảng trường Chợ Cũ (Stary Rynek) là một quảng trường lớn, có trung tâm là vùng lân cận của khu phố cổ. Các cạnh của quảng trường dài khoảng 140 mét (460 ft). Tòa thị chính Cũ (Ratusz)  là tòa nhà chính trong số các công trình kiến trúc tại đây. Ở mỗi bên của quảng trường là những dãy nhà cao tầng cũ (kamienice), nhiều ngôi nhà trong số đó hiện được sử dụng làm nhà hàng, quán cà phê và quán rượu (thường có bàn ngoài trời trên chính quảng trường). Quảng trường ban đầu được hình thành vào khoảng năm 1253, được chia thành 16 ô bằng nhau ở mỗi bên. Bố cục và phong cách kiến trúc đã được thay đổi qua nhiều thế kỷ. Những thay đổi lớn được thực hiện từ năm 1550 trở đi bởi Giovanni Battista di Quadro, người đã xây dựng lại Tòa thị chính và một số tòa nhà khác theo phong cách Phục hưng (trận hỏa hoạn năm 1536 đã gây ra thiệt hại nghiêm trọng cho tòa nhà). Hầu hết các tòa nhà trong quảng trường được xây dựng lại sau thiệt hại nặng nề trong Trận Poznań (năm 1945).
Nhóm các tòa nhà trung tâm bao gồm:
- Tòa thị chính cũ: nằm ở góc đông bắc của nhóm tòa nhà trung tâm (quay mặt về hướng đông).
- Một dãy cửa hàng (domki budnicze), có niên đại từ thế kỷ 16, được sơn nhiều màu (1953-1961), với một dãy cuốn các quầy hàng lưu niệm, hướng về phía đông. Một trong những ngôi nhà (số 17) trưng bày phù hiệu áo giáp - một con cá trích và ba lòng bàn tay - của tổ chức thương nhân mà những ngôi nhà này mang tên của họ.
- Phủ thủ tướng cũ, liền kề dãy cửa hàng, hướng về phía nam.
- Ngôi nhà cân phố cổ (Waga Miejska), phía sau Tòa thị chính, hướng về phía bắc. Đây là ngôi nhà được xây dựng lần đầu tiên từ năm 1532-1534, được xây dựng lại vào năm 1563, bị phá hủy vi  thiếu kiên cố vào năm 1890 (thay thế bằng "Tòa thị chính mới" theo phong cách Phục hưng được sử dụng bởi chính quyền thành phố, bị hư hại nặng nề vào năm 1945). Sau đó, nó được xây dựng lại theo phong cách trước đây vào năm 1950 trên các bản in thiết kế còn tồn tại. Được cải tạo vào năm 2002, hiện nơi này được sử dụng cho đám cưới và các chức năng khác.
- Nhà giam (Odwach), hướng về phía tây, ban đầu là một tòa nhà bằng gỗ từ thế kỷ 18, được xây dựng lại theo phong cách Cổ điển vào năm 1783-1787, bị hư hỏng nặng vào năm 1945, xây dựng lại năm 1949. Hiện nơi này đang là bảo tàng cho Cuộc nổi dậy Ba Lan (1918-1919)
- Phòng trưng bày Arsenał: đây là một tòa nhà sau chiến tranh (1959-1962), nằm ở khu vực của một tòa nhà chợ cũ - nơi  được sử dụng làm kho vũ khí từ thế kỷ 17, và đã bị phá hủy vào năm 1945.
- Bảo tàng quân sự Wielkopolska: là một tòa nhà hiện đại (1959-1962) nơi trước đây là một đại sảnh vải cũ (sukiennice). Đại sảnh vải tồn tại từ năm 1386 (được xây dựng lại vào năm 1563) cho đến khi nó được chuyển đổi thành nhà ở vào thế kỷ 19 (bị phá hủy trong Thế chiến II).

Những ngôi nhà đáng chú ý xung quanh rìa của quảng trường bao gồm:
- Nhà số 45, 46 và 47 ở phía đông của quảng trường, nơi có Bảo tàng Nhạc cụ.
- Nhà số 48, một tòa nhà theo kiến trúc Gothic được xây dựng lại. Các nhà khảo cổ học đã phát hiện ra phần còn lại của một cửa hàng có từ cuối thế kỷ 13 ở phía sau tòa nhà này. Đây là tòa nhà gạch lâu đời nhất được biết đến ở thành phố phía bên trái bờ sông, có lẽ thuộc về người sáng lập thành phố, Thomas of Guben.
- Nhà số 50, một tòa nhà theo kiến trúc Gô-tích được xây dựng lại, trên tường nhà là một tấm bảng hiển thị mực nước tối đa trong trận lụt tồi tệ nhất của thành phố vào năm 1736.
- Nhà số 78 ở phía tây, được gọi là Cung điện Działyński.
- Nhà số 91 ở phía bắc, được gọi là Cung điện Mielżyński.

Các công trình khác của quảng trường có thể kể đến như: cột trừng phạt (" pranger ", prgierz của Ba Lan); đài phun nước mô tả nữ thần Proserpina, ở phía đông trước Tòa thị chính; bức tượng của Thánh John Nepomucene; và đài phun nước mô tả các vị thần Apollo, Hải Vương và Thần Chiến tranh. Trong nhóm các tòa nhà trung tâm, có một đài phun nước mô tả một người phụ nữ Bamber (Bamberka).

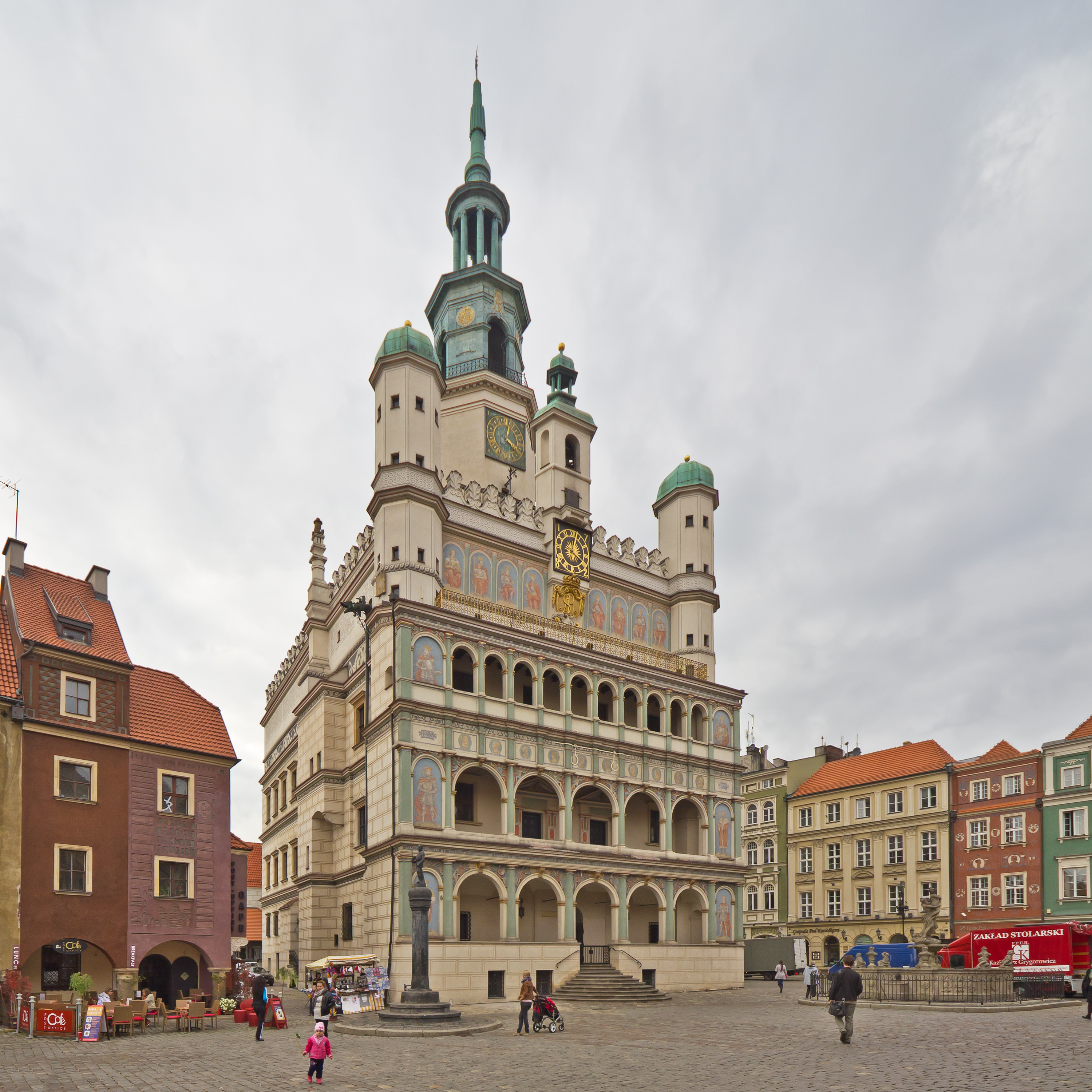
Tòa thị chính
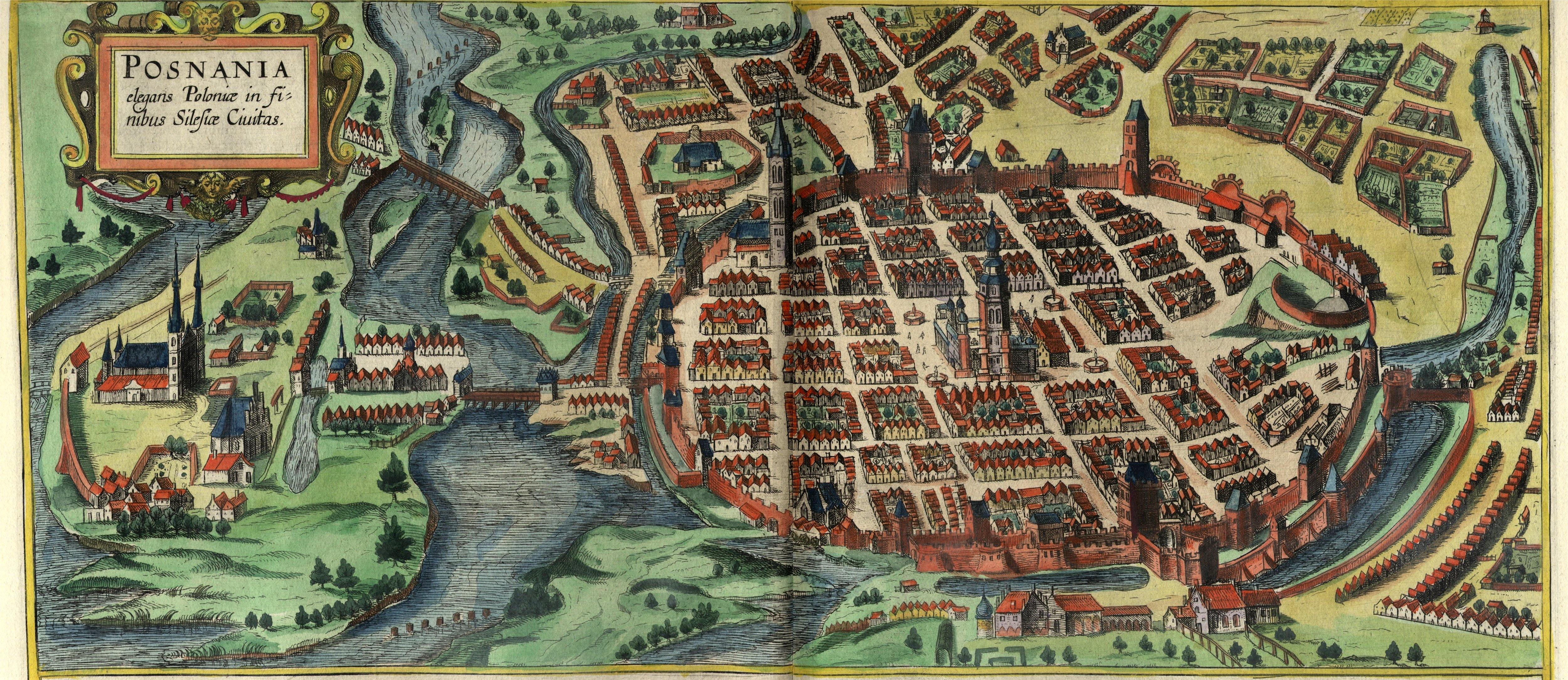
Poznań, 1618 từ Civilitates Orbis Terrarum
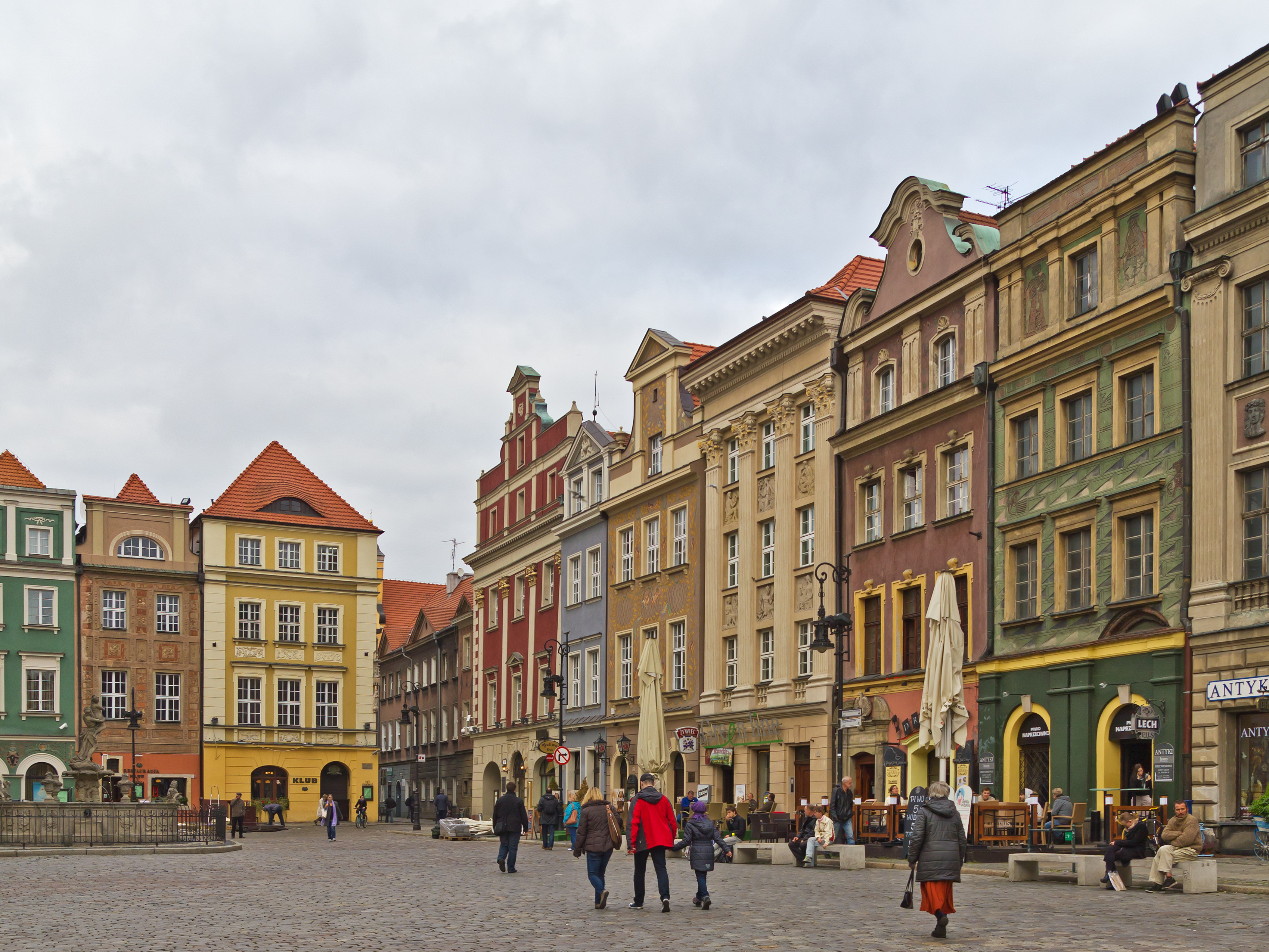
Dãy nhà cửa hàng
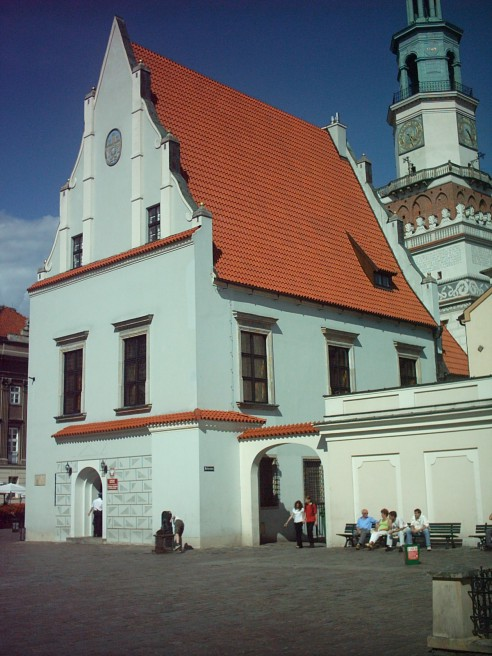
Nhà cân
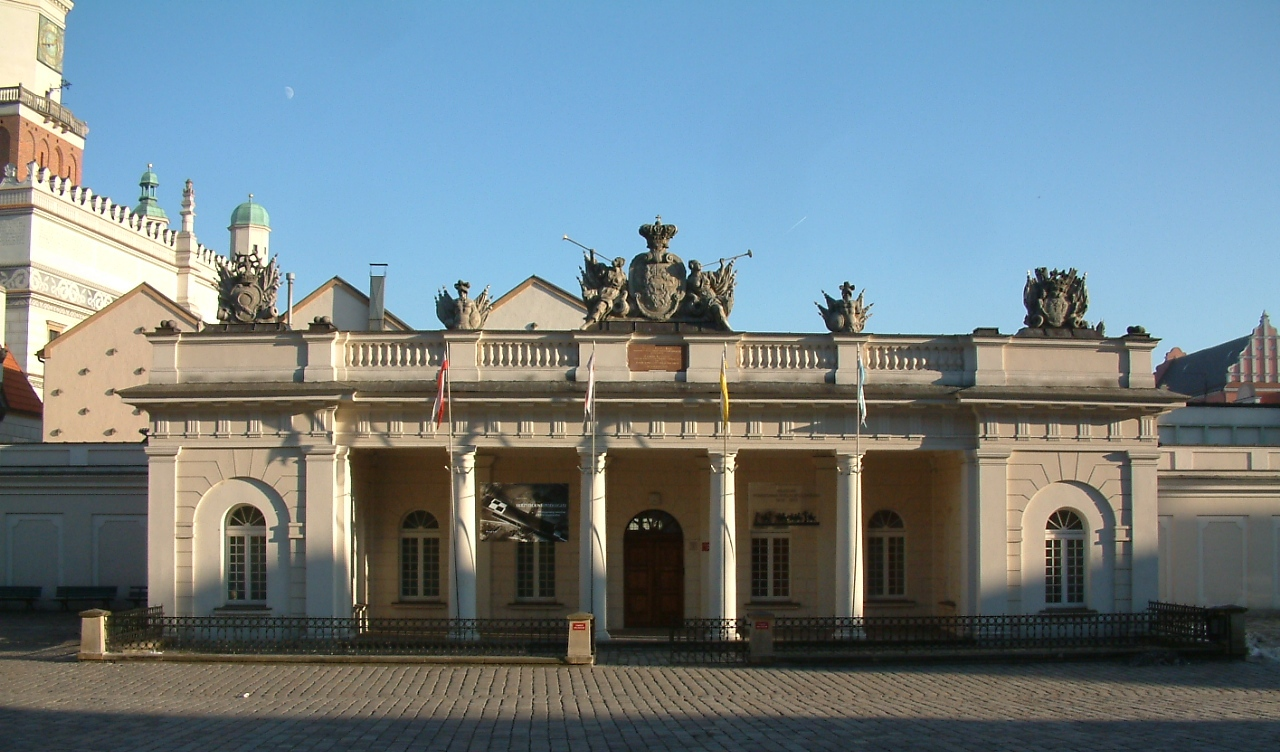
Nhà giam
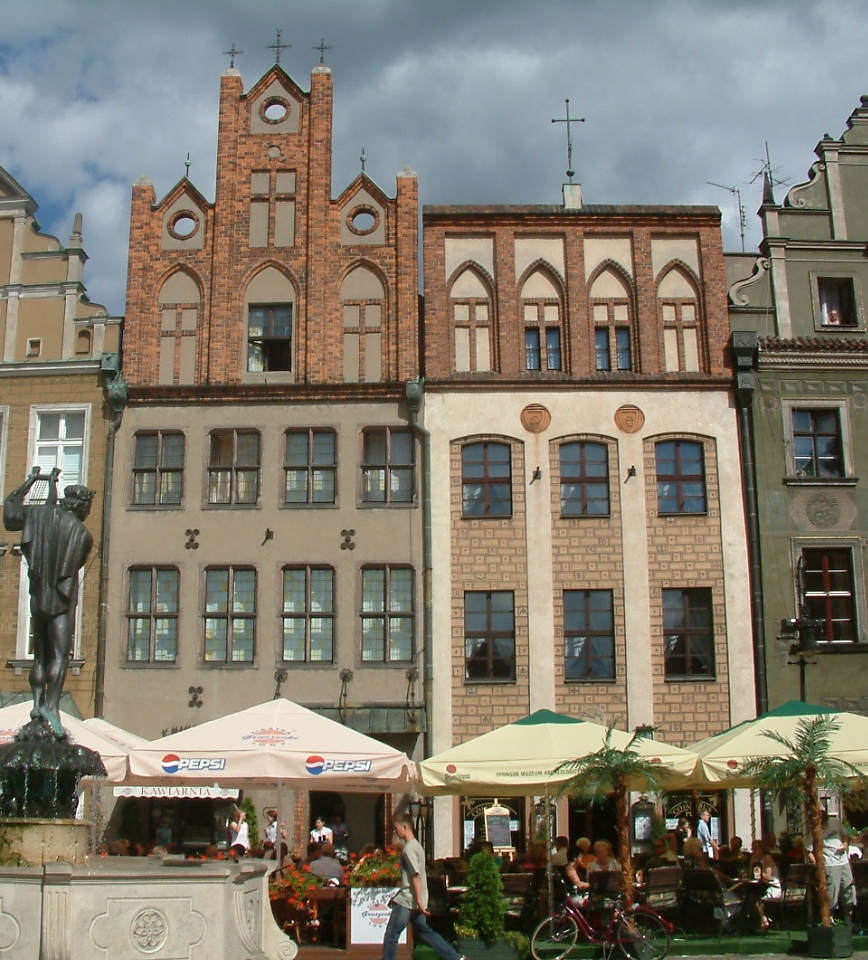
Các tòa nhà tại số 50 và 51
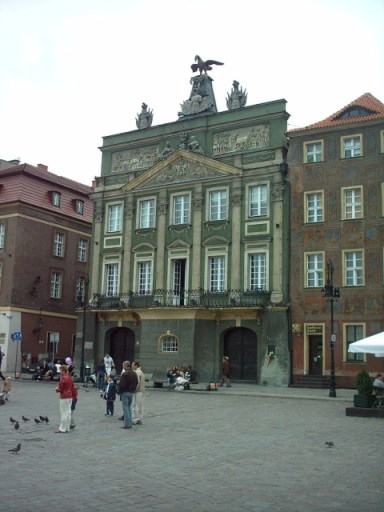
Cung điện Działyński
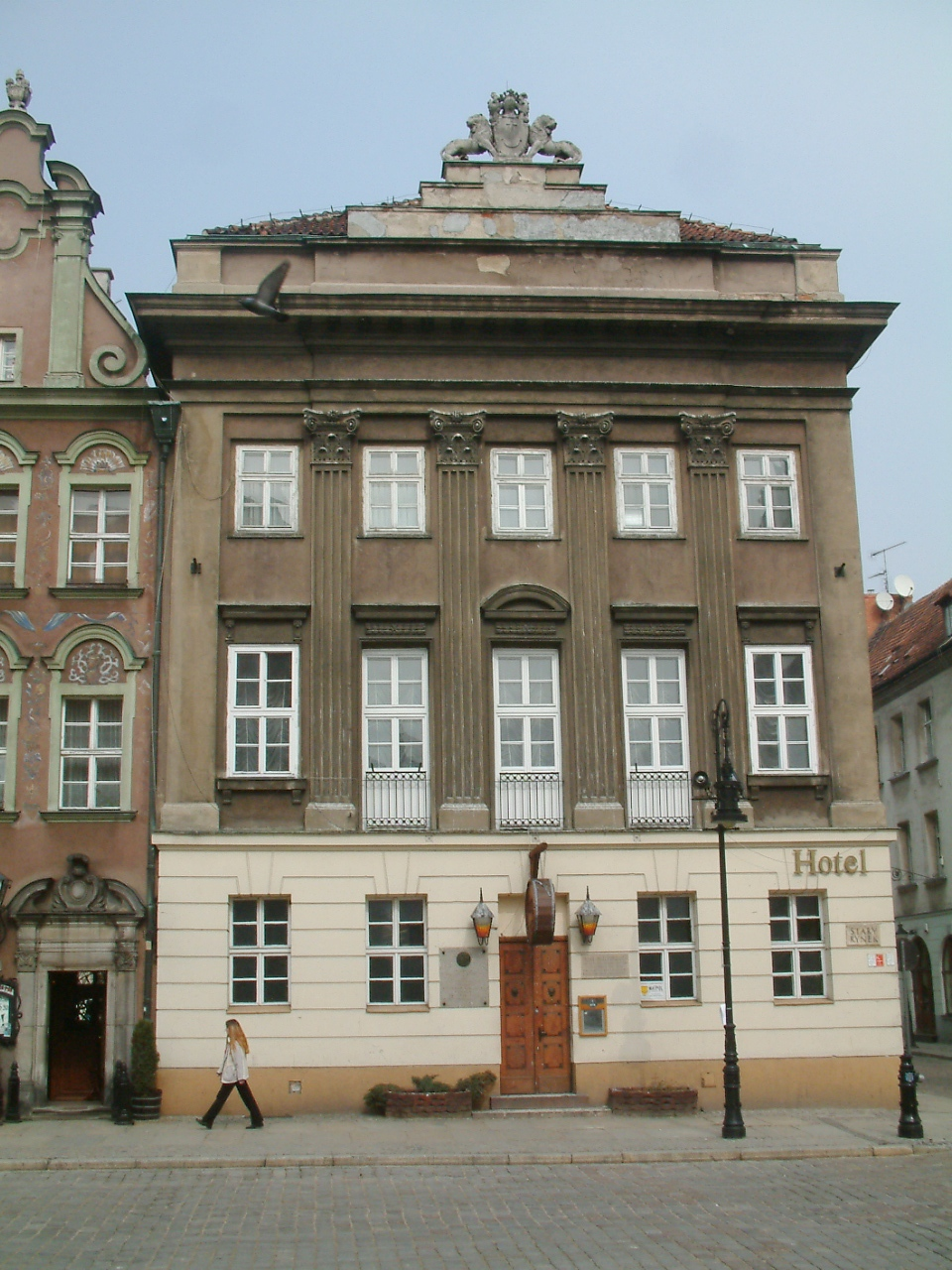
Cung điện Mielżyński
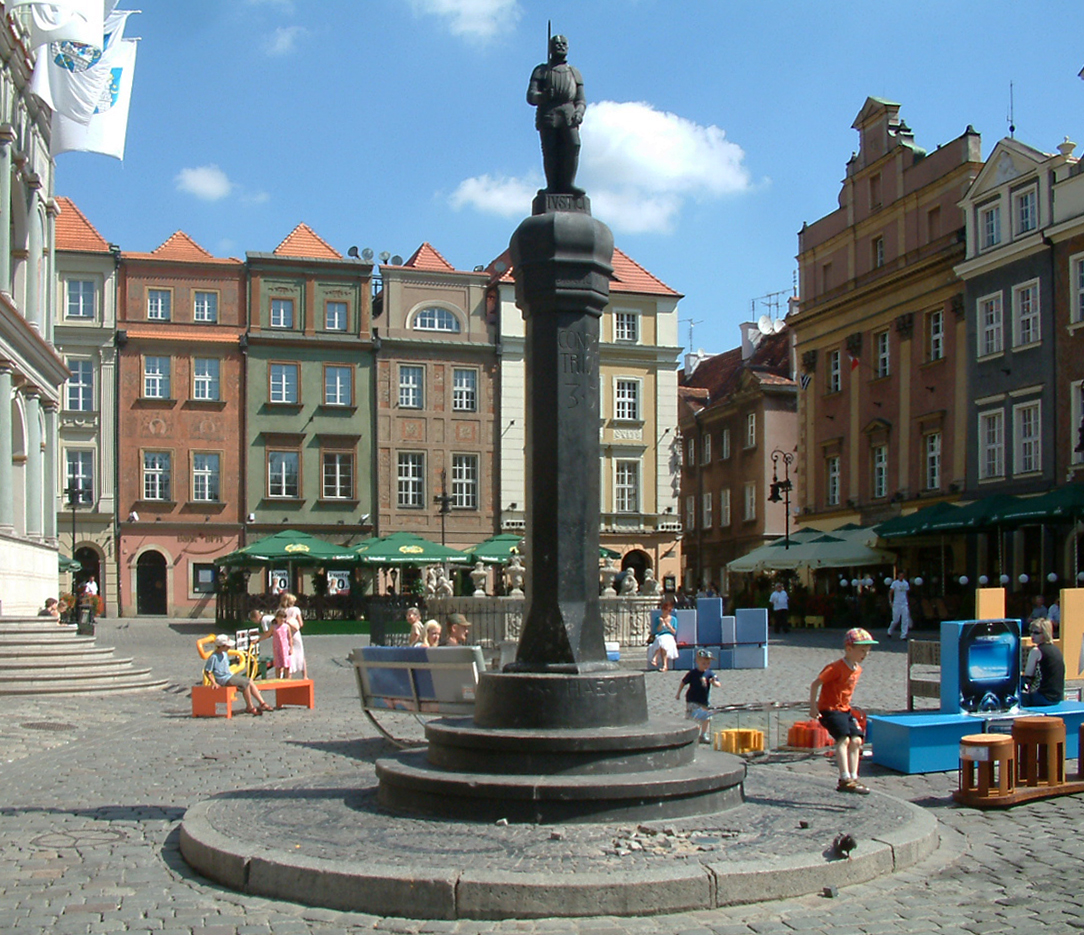
Bài trừng phạt (pranger)
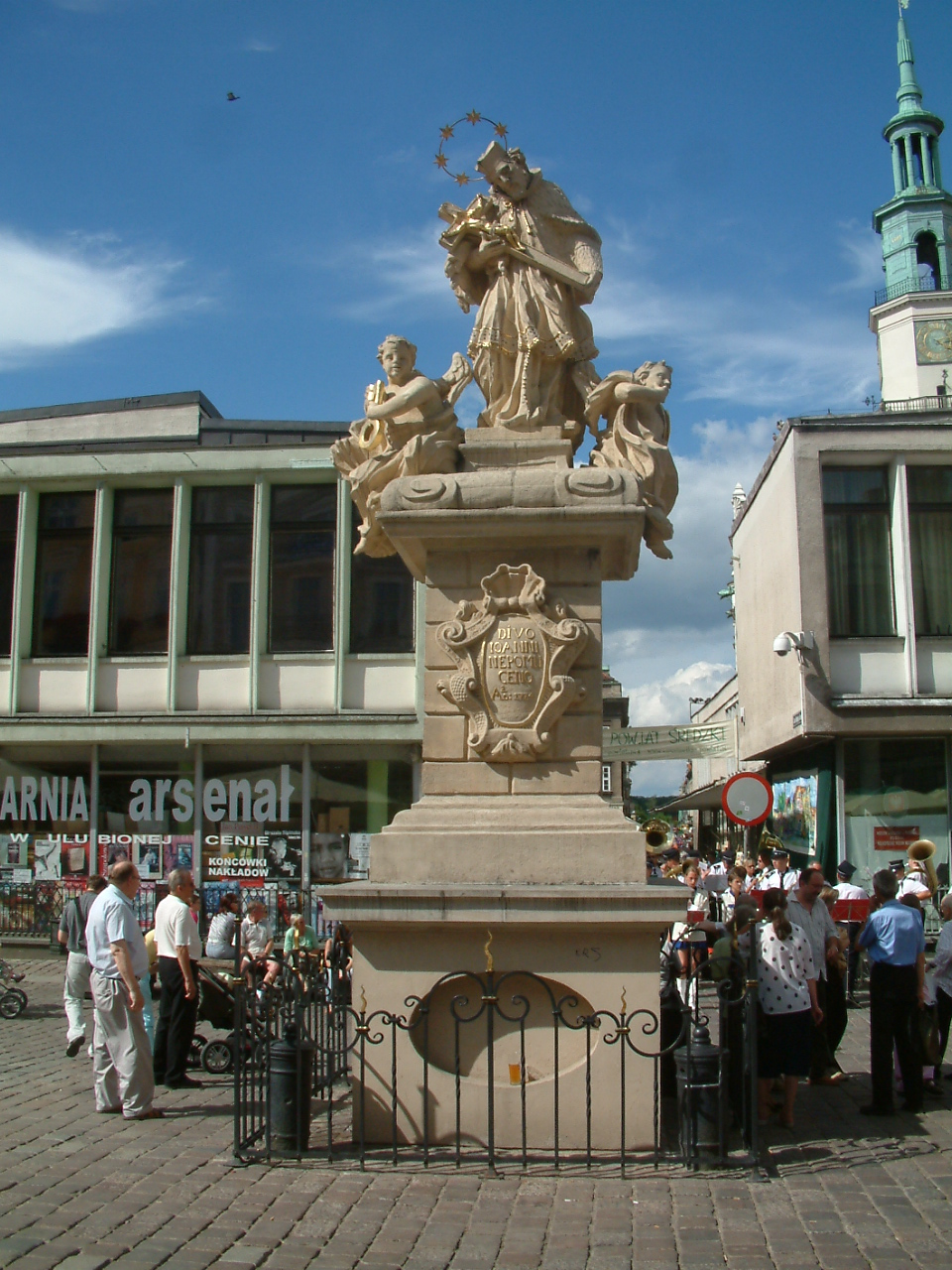
Tượng Thánh John Nepomucene
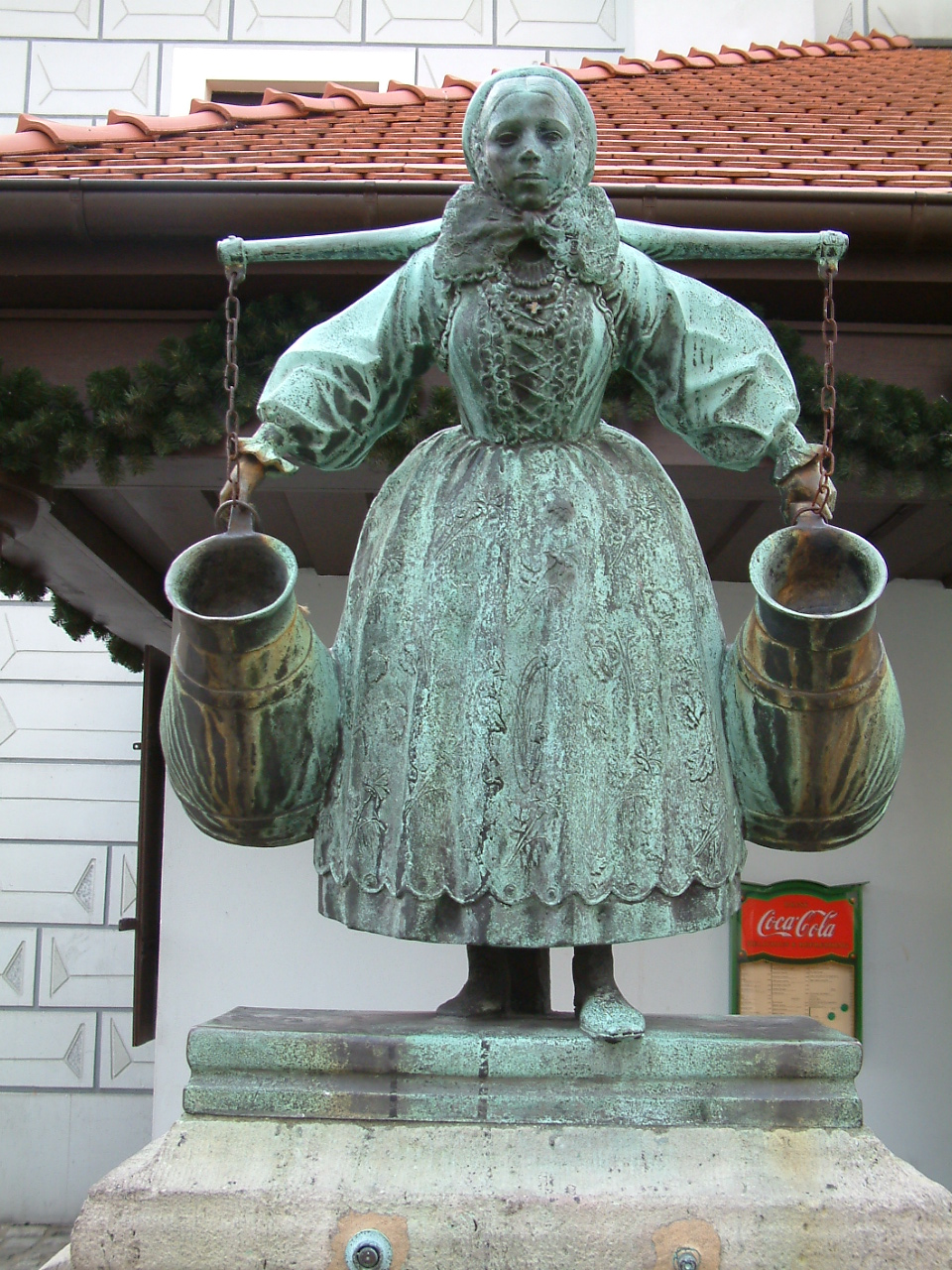
Đài phun nước Bamberka
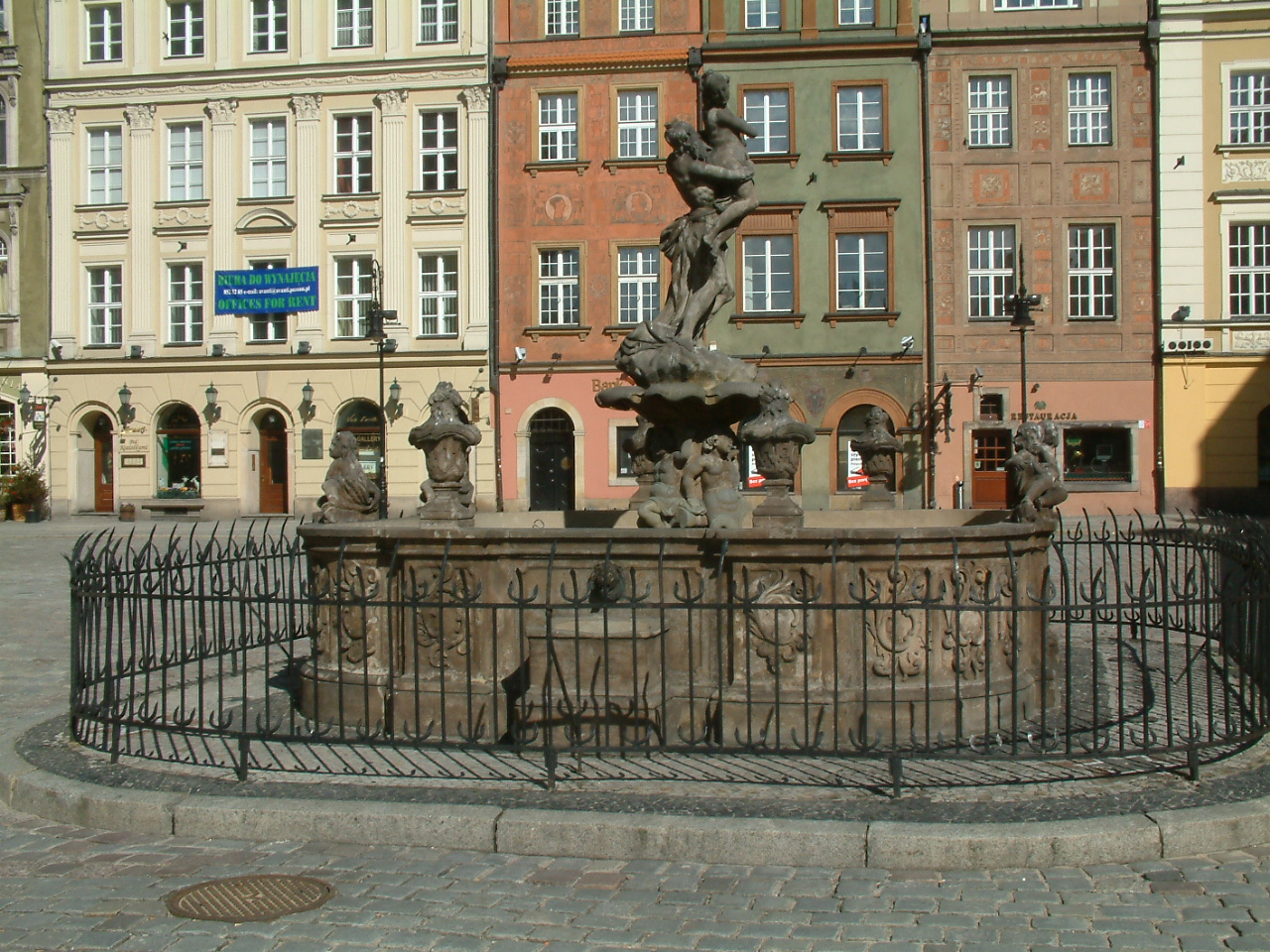
Đài phun nước Proserpina
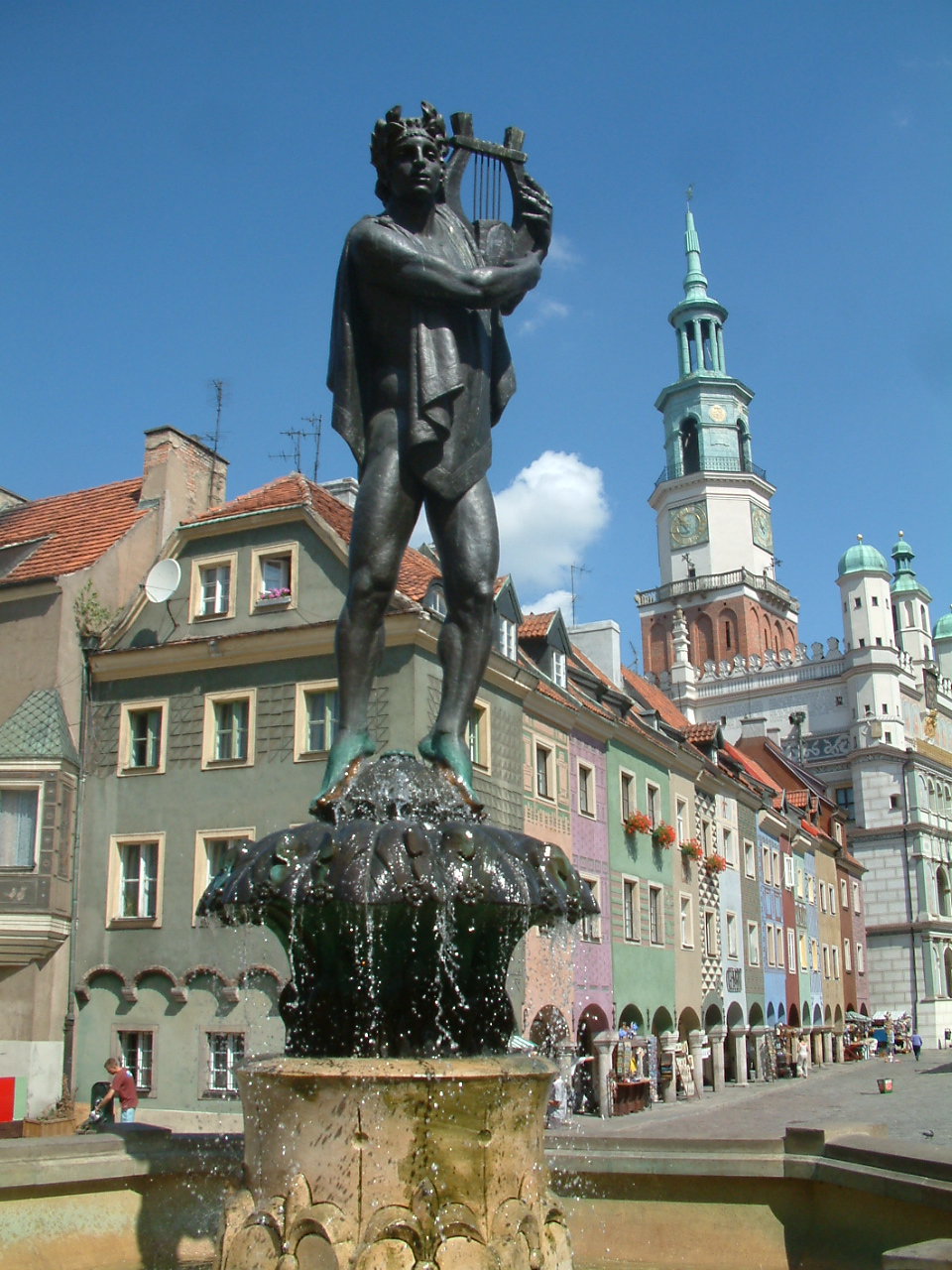
Đài phun nước Apollo
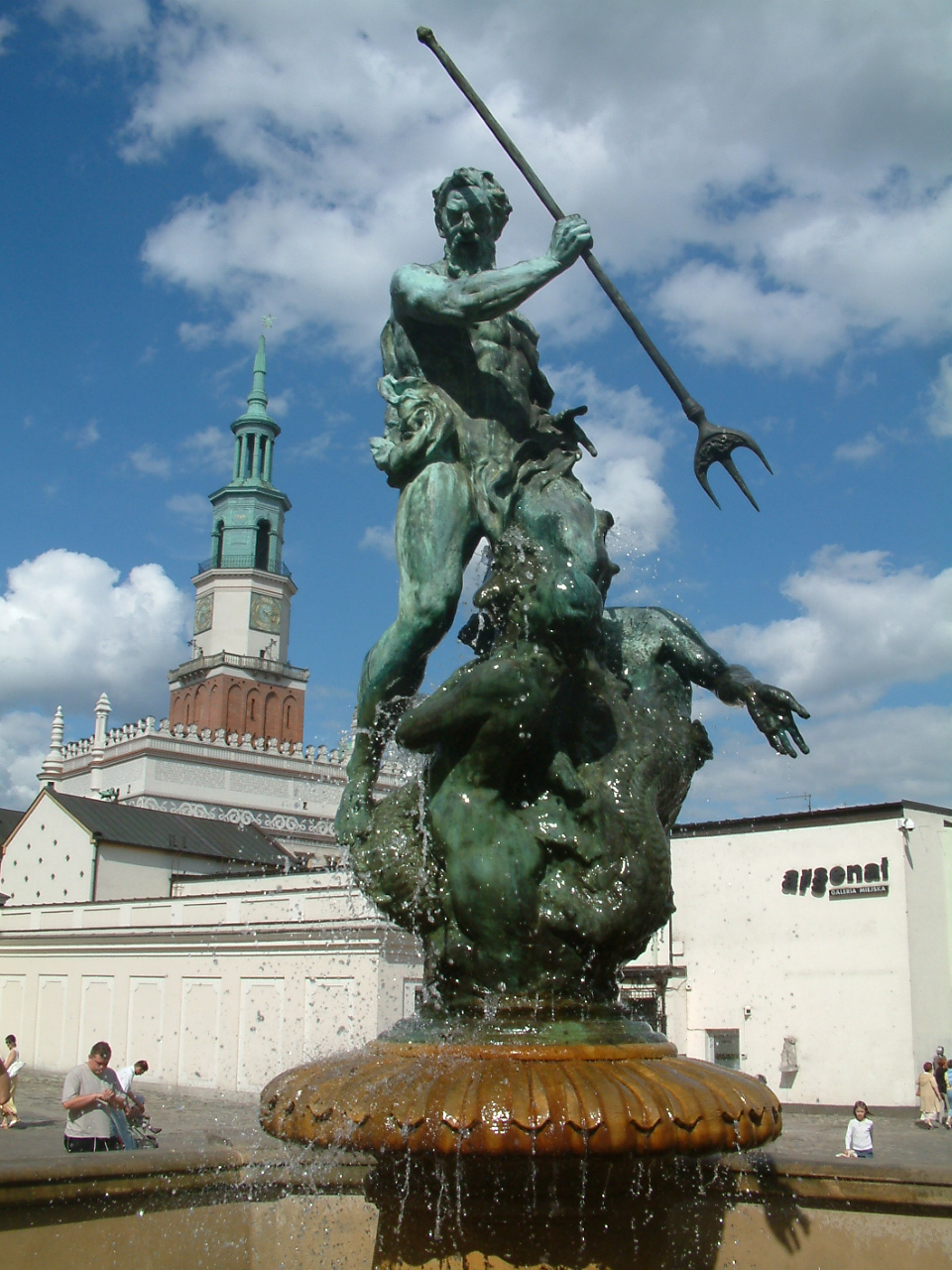
Đài phun nước Hải Vương
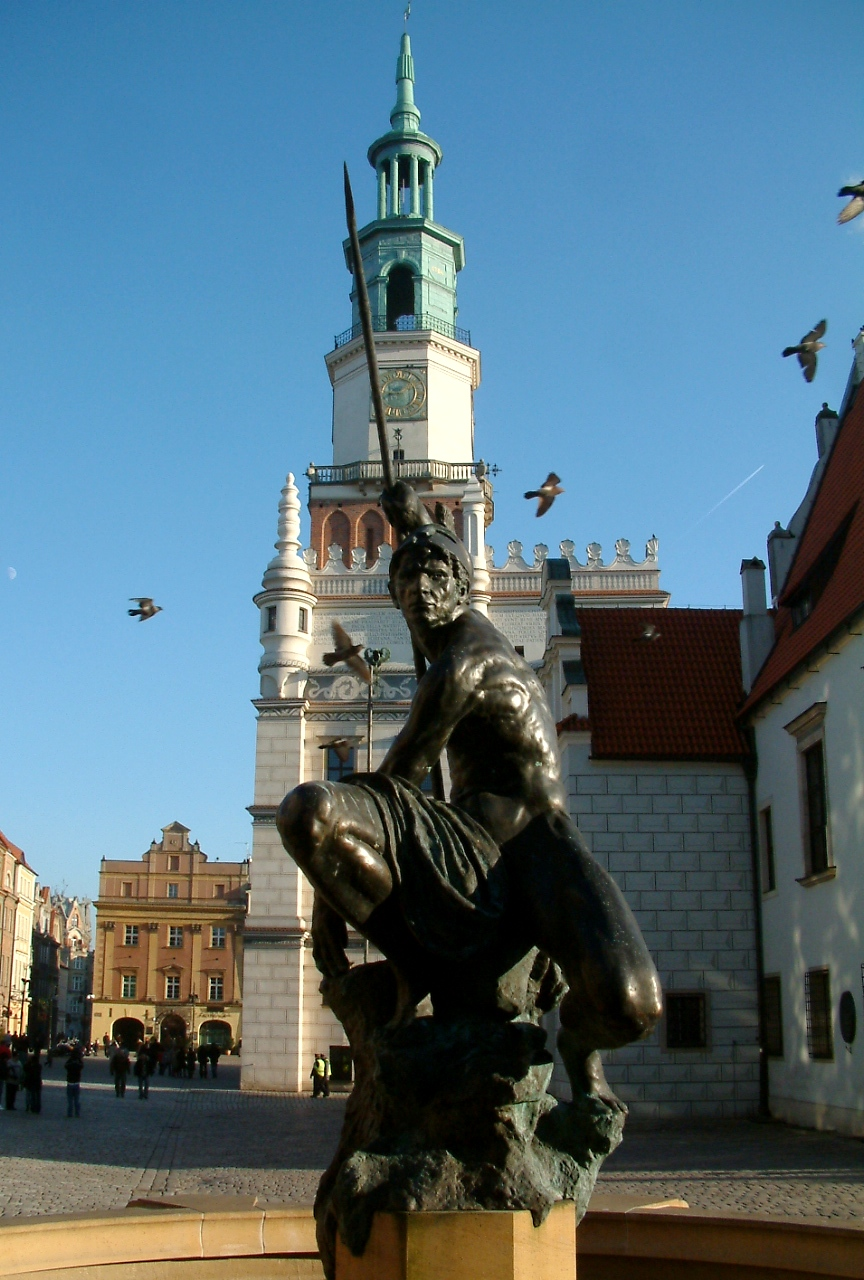
Đài phun nước Thần Chiến tranh